# Le Val d'Hazey
Le Val d'Hazey is een gemeente in het Franse departement Eure (regio Normandië). De plaats maakt deel uit van het arrondissement Les Andelys. Le Val d'Hazey is op 1 januari 2016 ontstaan door de fusie van de gemeenten Aubevoye, Sainte-Barbe-sur-Gaillon en Vieux-Villez. De gemeente telde 5.156 inwoners op 1 januari 2022.

## Geografie
De oppervlakte van Le Val d'Hazey bedroeg op 1 januari 2022 14,37 vierkante kilometer; de bevolkingsdichtheid was toen 358,8 inwoners per km².

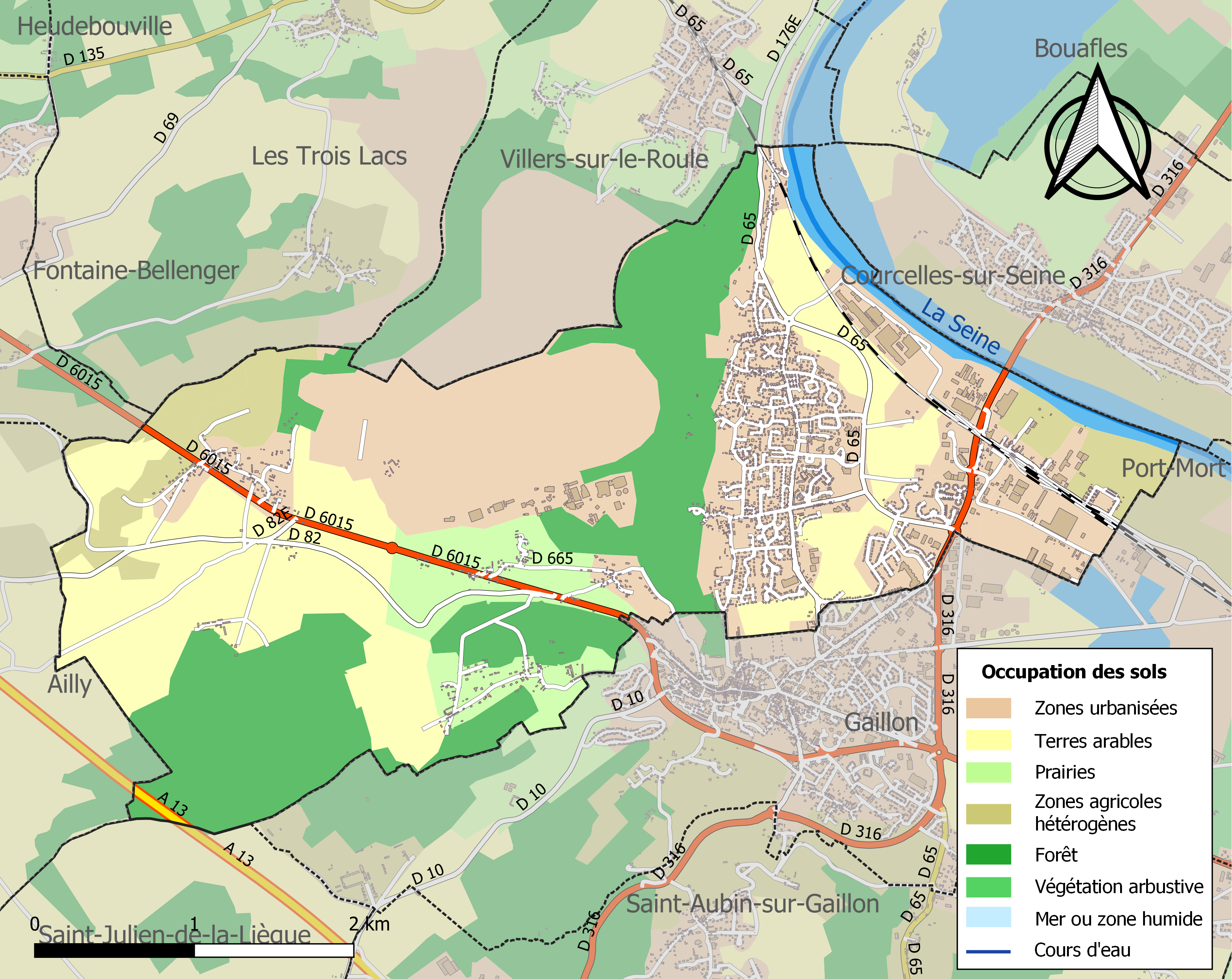
Kaart van de gemeente met belangrijkste infrastructuur, bodemgebruik en omliggende gemeenten